# 토머스 코파치
토머스 코파치(Thomas Kopache, 1945년 10월 17일 ~ )는 미국의 배우, 연극 배우, 텔레비전 배우이다.
맨체스터에서 태어났다.

## 영화
- 37 (2015년)
- 도너 패스 (2012년) - 리드 역
- 러브 파인즈 어 홈 (2009년)
- 노인을 위한 나라는 없다 (2007년) - 신발 판매원 역
- 조디악 (2007년)
- 텐 틸 눈 (2006년)
- 클로즈 투 홈 (2005년)
- 아담과 스티브 (2005년)
- 디아블로 (2003년)
- 캐치 미 이프 유 캔 (2002년)
- 웨스트 윙 시즌1 (1999년)
- 스티그마타 (1999년)
- 원 나잇 스탠드 (1997년)
- 브레이크다운 (1997년) - 캘혼 역
- 라스베가스를 떠나며 (1995년) - 미스터 심슨 역
- 스타 트랙 7 - 넥서스 트랙 (1994년)
- 앤 더 밴드 플레이드 온 (1993년)
- 살인 법정 (1993년)
- 폴링 엔젤스 (1993년)
- 디스 보이스 라이프 (1993년)
- 미스터 존스 (1993년)
- 로즈 화이트 (1992년)
- 리베스트럼 (1991년)
- 법과 질서 (1990년)
- 스타 트렉 - 넥스트 제너레이션 TV 시리즈 (1987년)
- 에이전트 온 아이스 (1985년)
- 낯선 침입자 (1983년)
- 알렉스 실종 사건 (1983년)